# Anthene mahota
Anthene mahota är en fjärilsart som beskrevs av Grose-smith 1887. Anthene mahota ingår i släktet Anthene och familjen juvelvingar. Inga underarter finns listade i Catalogue of Life.